# Ишмухаметово (Фёдоровский район)
Ишмухаме́тово (баш. Ишмөхәмәт) — деревня в Федоровском районе Республики Башкортостан Российской Федерации. Входит в состав Бала-Четырманского сельсовета. 

## География

### Географическое положение
Расстояние до:
- районного центра (Фёдоровка): 31 км,
- центра сельсовета (Бала-Четырман): 9 км,
- ближайшей ж/д станции (Мелеуз): 52 км.

Находится на левом берегу реки Ашкадар.

## Население
| 2002 | 2009 | 2010 |
| ---- | ---- | ---- |
| 88   | →88  | ↘73  |

Национальный состав
Согласно переписи 2002 года, преобладающая национальность — башкиры (100 %).